# 桂・タフト協定
桂・タフト協定（かつら・タフトきょうてい、英語: Taft-Katsura Agreement）とは、日露戦争中の1905年（明治38年）7月29日に日本の内閣総理大臣兼臨時外務大臣であった桂太郎と、フィリピン訪問の途中に来日したアメリカ合衆国特使であったウィリアム・タフト陸軍長官との間で交わされた協定。桂・タフト覚書（かつら・タフトおぼえがき、英語: Taft-Katsura Memorandum）とも呼ばれる。韓国では桂・タフト密約と呼ばれる。
なお、タフトは後に第27代アメリカ合衆国大統領に就任した。

## 概要

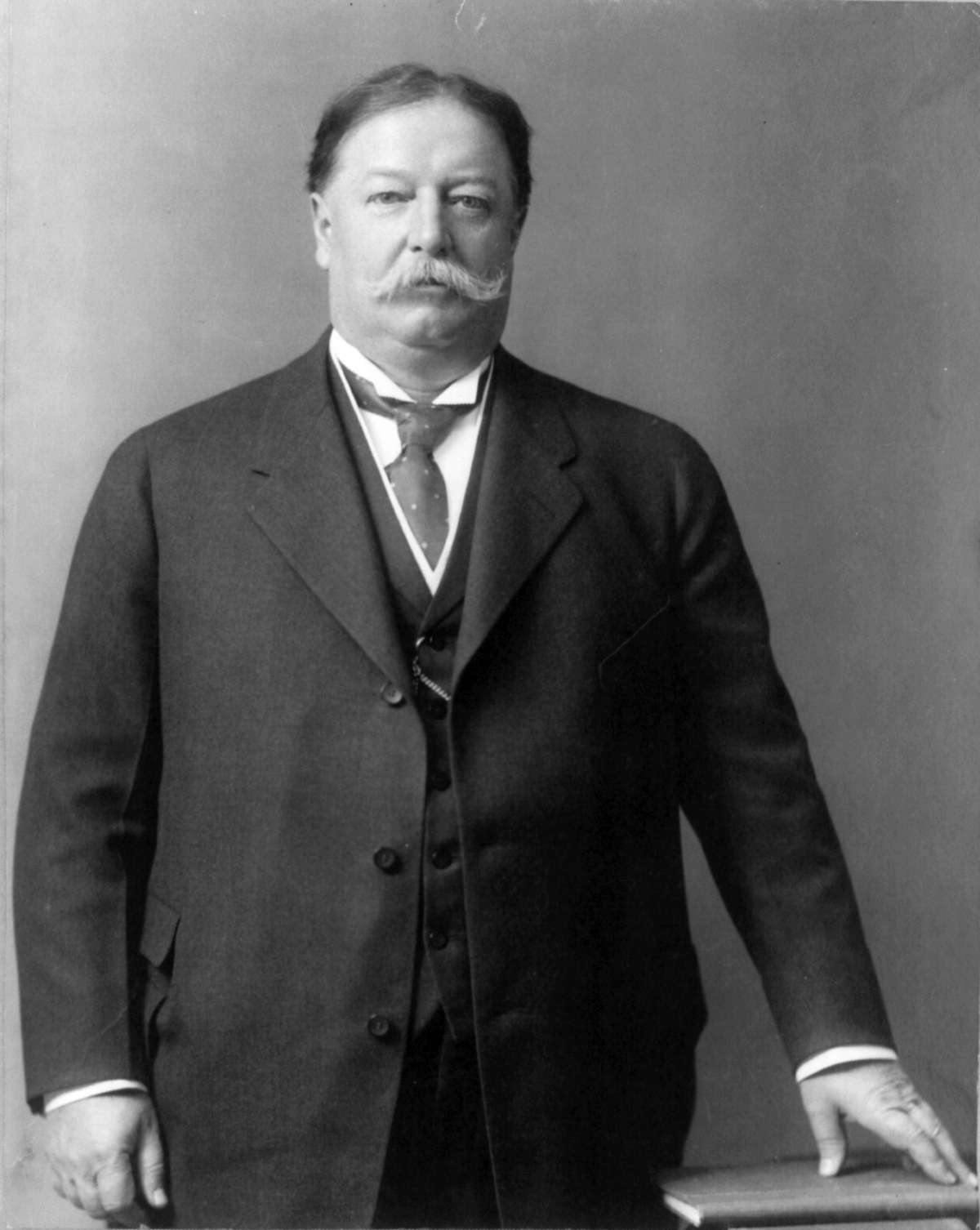
ウィリアム・タフト

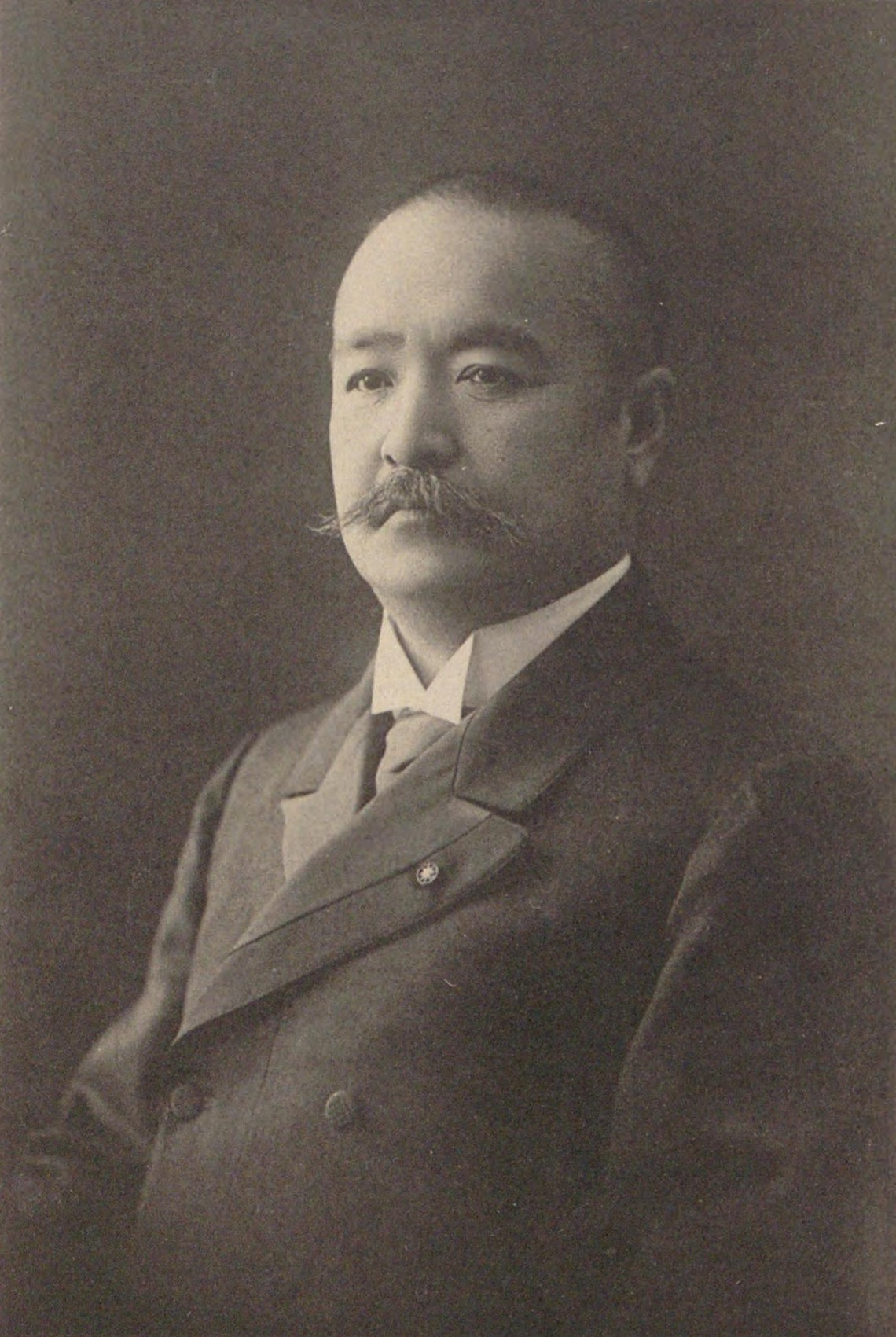
桂太郎

この協定当時、日本軍は日露戦争中であったが、すでに日本海海戦での勝利を経たあとで、ロシア帝国軍もセオドア・ルーズベルトによる講和勧告を受け入れていた。またアメリカ合衆国は、同国駐韓公使のホレイス・ニュートン・アレンを解任しており、アレンは1905年6月に大韓帝国を去っていた。
アメリカのルーズベルト大統領は自身のフィリピン政策を議会に支持してもらうために、タフト陸軍長官を団長として議員30人（上院7人、下院23人）を含む総勢83人の大型外交団を派遣することにした。
1905年7月8日、サンフランシスコを出発したタフト外交団はホノルル経由で7月24日、横浜港に到着した。日露戦争中の日本訪問の目的は、日露の和平交渉役となるアメリカが日本の対露要求を直接確認すること、大統領の娘アリスをメンバーに加えることで、前年の伏見宮貞愛親王の皇室外交に対する返礼、および日本がフィリピンへいかなる介入もしないと約束させることであった。1899年7月21日、フィリピンに武器を運んだ布引丸は嵐で沈没したが、日本にくすぶり続けるフィリピンに対するアジア人としての同情の火を消すことが、タフトの最も重要視した案件であった。
この協定では、米国は当時の大韓帝国（以下、韓国）における日本の支配権を確認し、日本は米国のフィリピンの支配権を確認した。 列強が勢力を模索する時代の中で、日米首脳が相手国の権利を認め合った協定といわれ、その後の日米関係を円滑にするものであった。また1902年（明治35年）の日英同盟を踏まえたもので、日英米の三国による東アジアの安全保障について意見が交換された。
協定は、互恵的に署名された文書や秘密の条約ではなく、合意を記した会合覚書（メモ）であり、この合意覚書は、アメリカ外交史家だったタイラー・デネットがアメリカ議会図書館に保存されていたセオドア・ルーズベルト大統領の「プライベート史料」とラベルの貼られた箱の中でこれを発見して、雑誌『Current History』「ルーズベルト大統領が結んだ日本との秘密協定」にタフトが時の国務長官エリフ・ルートに宛てて送付した合意の電文を掲載した1924年（大正13年）まで公表されなかった。この協定は、東京で日本の桂首相とウィリアム・タフト特使が1905年（明治38年）7月27日の朝から外務次官珍田捨巳の通訳の下で行なった会合の記録から、長時間になった機密の会話の部分で構成されている。 覚書には1905年7月29日の日付が記入されている。日本側の原本は消失している。
ルーズベルト大統領やエリフ・ルート国務長官は、桂首相との協定を議会に報告せず、私的文書として処理した。ルーズベルト政権内部の高官でこの覚書の内容を知らされていたのは6人程度だった。アメリカでは協定を条約とするためには上院の3分の2以上の賛成が必要だったが、フィリピン併合に反対する勢力もあり、その可能性は低かった。その上、これから始まるポーツマスの日ロ交渉の仲介役をするアメリカが、日英同盟のサイレント・パートナーであることを公にすることもできず、この協定を秘密にせざるを得なかった。

## 協定の内容
会合では、主に3つの主要な議題が論じられた。
- 日本は、アメリカの植民地となっていたフィリピンに対して野心のないことを表明する。
- 極東の平和は、日本、アメリカ、イギリス3国による事実上の同盟によって守られるべきである。
- アメリカは、日本の朝鮮における指導的地位を認める。

この協定の中で、桂は、「大韓帝国政府が日露戦争の直接の原因である」と指摘し、「朝鮮半島における問題の広範囲な解決が日露戦争の論理的な結果であり、もし大韓帝国政府が単独で放置されるような事態になれば、再び同じように他国と条約を結んで日本を戦争に巻き込むだろう。従って日本は、大韓帝国政府が再度別の外国との戦争を日本に強制する条約を締結することを防がなければならない」と主張した。
桂の主張を聞いたタフト特使は、大韓帝国が日本の保護国となることが、東アジアの安定性に直接貢献することに同意した。タフトはまた彼の意見として、ルーズベルト大統領はこの点に同意するだろうという彼の確信を示した。
タフトは、この会談での合意を米国政府へ電文で送付し、電文を読んだルーズベルトは7月31日、「桂とタフト間の会談はあらゆる点において全く正しいこと、タフトが語ったこと全てを自分が確認したこと」を桂に伝えることを内容とする電文をタフトに送付した。
それを受けたタフトは8月7日、マニラから「ルーズベルトが自分たちの会談における、自分の発言を全ての点において確認した」という内容の電文を桂に送付した。桂は翌日に日露講和会議の日本側全権として米国ポーツマスに滞在していた外相小村寿太郎にこのことを知らせることによって、日米間の合意をめぐる一連の行為は完了する形となった。

## 影響
桂・タフト協定および、第2次日英同盟、日露戦争の結果、日本の勝利で講和成立し締結されたポーツマス条約によって、ロシア帝国にも朝鮮に対する優越権を承認させた結果、事実上、列強の全ての国が大韓帝国に対する日本の支配権を承認した結果となり、その後、第二次日韓協約が締結され、大韓帝国の外交権は日本に接収されることとなり、事実上、保護国となる。しかし、高宗は、この第二次日韓協約の裏をかく形で、再び1907年（明治40年）にハーグ密使事件を引き起こし、結果として退位させられることとなる。1910年（明治43年）8月29日、韓国併合が実現する。
この協定は、現代の大韓民国（朝鮮半島南部の分断国家）においては韓国の生存および主権問題に関して、アメリカ合衆国が「如何に信頼することが出来無い国家であるかの実例」として、しばしば引用される。韓国の政治家などには、日本による韓国併合の直接の原因であるとする者もいる。